# Хто взяв мій сир?
Хто взяв мій сир? (англ. Who Moved My Cheese?: An Amazing Way To Deal With Change In Your Work And In Your Life) — книжка Спенсера Джонсона, співавтора «The One Minute Manager», бестселер New York Times, продано більш ніж 26 мільйонів екземплярів. Вперше опублікована 8 вересня 1998 року. 

## Огляд книги
«Хто взяв мій сир?» — вічна класика бізнес та мотиваційної літератури. Це забавна та повчальна історія про чотирьох персонажів, які живуть в лабіринті та шукають сир, щоб насититись та стати щасливими. В дійсності книга розкриває глибокі істини життя. Два герої — миші, на ім'я Сніф та Скарі, а інші двоє — Хем і Хоу (імена яких взято з вислову «hem and haw», що означає нерішучість) — маленькі істоти розміром з мишей, але поведінка яких нагадує людську. Чотири персонажі — це втілення чотирьох видів поведінки та реакції на життєві зміни. Більшість людей бояться перемін в особистому та професійному житті, тому коли справа стосується реальності у світі, що постійно змінюється, все залежить перш за все від вашого відношення до всього, що відбувається навколо.
Автор вдається до різних літературних засобів, зокрема метафори та алегорії. Він описує сир як те, що людина хоче отримати — хай то престижна робота, любовні стосунки, гроші, майно, здоров‘я чи духовний спокій. Лабіринт, своєю чергою, — це місце, де ви шукаєте все вам необхідне, наприклад — організація, в якій ви працюєте, сім‘я чи оточення. В книжці герої стикаються з непередбачуваними змінами. Врешті-решт, одному з них вдається досягти успіху і він ділиться своїм досвідом. Автор наголошує наскільки важливо бути здатним впоратись з раптовими ситуаціями.
З нагоди десятиріччя книги було видано аудіоверсію «Хто взяв мій сир?», в яку включено новий інформативний матеріал, свіжі ідеї автора, які допоможуть застосувати безцінну мудрість книги в реальному житті.
Дана книжка набула значного поширення серед менеджерів, які використовують її як інструмент мотивації для своїх підлеглих. Уроки, викладені в книзі, стануть корисними буквально для кожного — молодих та літніх людей, багатих та бідних, і просто тих, хто шукає золоту середину між стресом та успіхом в повсякденні.
Книжка навчить вас як попереджати, визнавати та приймати життєві зміни та перетворювати їх на позитив та перевагу в усіх аспектах свого життя.

## Переклад українською
- Спенсер, Джонсон. Хто взяв мій сир? / пер. Олександра Асташова. К.: Наш Формат, 2018. — с. — ISBN 978-617-7552-04-7